# Liste der Kulturdenkmale in Chemnitz-Glösa-Draisdorf
In der Liste der Kulturdenkmale in Chemnitz-Glösa-Draisdorf sind die Kulturdenkmale des Chemnitzer Stadtteils Glösa-Draisdorf verzeichnet, die bis Februar 2022 vom Landesamt für Denkmalpflege Sachsen erfasst wurden (ohne archäologische Kulturdenkmale). Die Anmerkungen sind zu beachten.
Diese Aufzählung ist eine Teilmenge der Liste der Kulturdenkmale in Chemnitz.

## Liste der Kulturdenkmale in Chemnitz-Glösa-Draisdorf
| Bild                                    | Bezeichnung | Lage                                | Datierung | Beschreibung | ID       |
| --------------------------------------- | --- | ----------------------------------- | --- | --- | -------- |
|                                         | Häuslerhaus | Auenstraße 8 (Karte)                | Um 1800 | Schlichtes Häuslerhaus mit unter Bekleidung erhaltenem Fachwerkobergeschoss, baugeschichtlich von Bedeutung | 09203590 |
| Weitere Bilder                          | Wohnstallhaus und Seitengebäude eines Vierseithofes | Auenstraße 10 (Karte)               | 18. Jahrhundert (Seitengebäude); bezeichnet mit 1865 (Wohnstallhaus)                                                                 | Wohnstallgebäude mit unter Bekleidung erhaltenem Fachwerkobergeschoss und Seitengebäude mit Kumthalle, geringer Veränderungsgrad, Zeugnis der ländlich geprägten Ortsbebauung, baugeschichtlich von Bedeutung | 09203556 |
| Weitere Bilder                          | Empfangsgebäude (Nr. 217) und Eisenbahnerwohnhaus (Nr. 196) eines ehemaligen Bahnhofes                                                                               | Bornaer Straße 196, 217 (Karte)     | 1896–1902 (Wohnhaus, Nr. 196); 1902 (Empfangsgebäude, Nr. 217)                                                                       | Zeugnisse der bemerkenswerten Bahnstrecke Wechselburg–Küchwald (Chemnitztalbahn, 6633; sä. WbC), eisenbahngeschichtlich und ortsgeschichtlich von Bedeutung | 09304740 |
|                                         | Mietshaus in offener Bebauung, mit Vorgarten | Chemnitztalstraße 139 (Karte)       | Um 1900 | Original erhaltene gründerzeitliche Klinkerfassade, qualitätvoll gegliedert, baugeschichtlich von Bedeutung | 09303251 |
| Weitere Bilder                          | Gasthof Blankenau, ehemalige Schule | Chemnitztalstraße 142 (Karte)       | 2. Viertel 19. Jahrhundert | Langgezogener Mauerwerksbau, historische Bedeutung als ehemalige Dorfschule von Glösa, markante Lage in Ortsmitte, ortsgeschichtlich von Bedeutung | 09203419 |
| Weitere Bilder                          | Wohnhaus in offener Bebauung, ehemals Gemeindeamt, ursprünglich Wohnstallhaus des Freigutes Glösa                                                                    | Chemnitztalstraße 186 (Karte)       | 3. Viertel 19. Jahrhundert | Stattliches Gebäude in den einfachen Formen der zweiten Hälfte des 19. Jahrhunderts, Porphyrgewände, ortsgeschichtliche Bedeutung auch als einzig verbliebener Rest des ehemaligen Freigutes Glösa | 09203525 |
| Weitere Bilder                          | Wohnstallhaus, Seitengebäude, Scheune und Hofmauer mit Toreinfahrt und Pforte eines Dreiseithofes                                                                    | Chemnitztalstraße 229 (Karte)       | Bezeichnet mit 1756 (Dreiseithof); Ende 19. Jahrhundert (Toreinfahrt)                                                                | Geschlossen erhaltene Hofanlage, Fachwerkbauten, repräsentativer Hofeinfahrt in Ziegelmauerwerk, stattliche Gebäude in markanter, vom Ortseingang gut wahrnehmbarer Lage am zentralen Platz in Ortsmitte, baugeschichtlich von Bedeutung | 09203553 |
| Weitere Bilder                          | Fußgängerbrücke (ehemals über die Chemnitz im Ortsteil Furth zum Fischweg, 2005 abgebaut und auf einem Lagerplatz nahe Draisdorf abgelegt)                           | Chemnitztalstraße 229 (bei) (Karte) | Um 1900 | Stahlbalkenbrücke mit gekrümmten Obergurten in Nietenkonstruktion, stabilisierende Verbindungen der Obergurte mit einem über die Funktion hinausgehenden gestalterischen Anspruch ausgeführt, technikgeschichtlich von Bedeutung | 09204986 |
| Weitere Bilder                          | Wohnstallhaus und Seitengebäude sowie Torbogen und Pforte eines Bauernhofes                                                                                          | Chemnitztalstraße 238 (Karte)       | Ende 18. Jahrhundert (Wohnstallhaus); 1. Viertel 19. Jahrhundert (Seitengebäude)                                                     | Stattliche Gebäude mit verbindender Hofeinfahrt, Fachwerkobergeschosse erhalten, markante und ortsbildbestimmende Lage an zentralem Platz in der Ortsmitte mit ausgeprägter Straßenbiegung, baugeschichtlich von Bedeutung | 09203706 |
| Weitere Bilder                          | Wohnstallhaus, Seitengebäude (mit Oberlaube) und Scheune eines ehemaligen Vierseithofes                                                                              | Chemnitztalstraße 240 (Karte)       | 2. Hälfte 18. Jahrhundert | Geschlossene Hofanlage, Obergeschosse in Fachwerk, Seitengebäude mit seltener Oberlaube, baugeschichtlich von Bedeutung | 09203554 |
|                                         | Wohnstallhaus eines Zweiseithofes | Dorfstraße 3 (Karte)                | 1. Drittel 19. Jahrhundert | Stattliches Hofgebäude in Fachwerkbauweise, mächtiges Walmdach, Stallteil erhalten, baugeschichtlich von Bedeutung | 09203434 |
|                                         | Wohnhaus | Dorfstraße 29 (Karte)               | 18. Jahrhundert | Einfaches ländliches Wohngebäude mit unter Verkleidung erhaltenem Fachwerkobergeschoss, wenig verändert, Zeugnis der ursprünglich ländlichen Bebauung entlang des Dorfbaches, an der Dorfstraße in der alten Ortslage dorfbildprägend, baugeschichtlich von Bedeutung | 09203548 |
|                                         | Wohnhaus | Dorfstraße 31 (Karte)               | 3. Viertel 19. Jahrhundert | Ländliches Wohnhaus mit unter Verkleidung erhaltenem Fachwerkobergeschoss, geringer Veränderungsgrad, Zeuge der ursprünglichen ländlichen Bebauung des Ortsteils, baugeschichtlich von Bedeutung | 09203546 |
|                                         | Wohnstallhaus eines ehemaligen Vierseithofes | Dorfstraße 37 (Karte)               | Um 1800 | Wohnstallhaus einer ehemaligen Hofanlage, Obergeschoss rundum mit Sichtfachwerk, baugeschichtlich von Bedeutung | 09203549 |
| Weitere Bilder                          | Wohnstallhaus, Seitengebäude und Scheune eines Vierseithofes | Dorfstraße 40 (Karte)               | Bezeichnet mit 1769 (Wohnstallhaus); um 1900 (Seitengebäude); um 1905 (Scheune)                                                      | Geschlossen wirkende Hofanlage mit sehr altem Wohnstallhaus, später erneuertem Seitengebäude und Scheune, geringer Veränderungsgrad, baugeschichtlich von Bedeutung | 09203521 |
| Weitere Bilder                          | Wohnstallhaus, Scheune und zwei Seitengebäude eines Vierseithofes | Dorfstraße 42 (Karte)               | 1. Viertel 19. Jahrhundert (Wohnstallhaus); Ende 19. Jahrhundert (Seitengebäude und Scheune)                                         | Geschlossen wirkende Hofanlage mit Gebäude unterschiedlicher Zeitstellung, mächtiges Wohnstallhaus mit Fachwerkobergeschoss, mäßig verändert, alle Seitengebäude in einheitlichem Putz gestaltet, baugeschichtlich von Bedeutung | 09203502 |
|                                         | Wohnhaus (Teil einer Siedlung, mit zentraler Kaufstätte), mit Vorgarten                                                                                              | Genossenschaftsplatz 3, 4 (Karte)   | Mitte 1920er Jahre | Anspruchsvoll gestalteter Mittelpunkt einer größeren Siedlungsanlage, zeittypischer Wohnbau mit charakteristischen, original erhaltenen Rundbogenfenstern im Erdgeschoss und mittigem Dachaufbau, städtebaulich und baugeschichtlich von Bedeutung | 09203444 |
| Weitere Bilder                          | Dorfkirche St. Jodokus Glösa mit Kirchhof und Pfarrhaus (Sachgesamtheit)                                                                                             | Kirchberg 2, 3, 4 (Karte)           | Um 1705 (Kirchschule); 1806, im Kern älter, laut Dehio (Pfarrhaus); 1952–1954 Wiederaufbau, im Kern älter (Kirche)                   | Sachgesamtheit Dorfkirche St. Jodokus Glösa mit Kirchhof und Pfarrhaus, mit folgenden Einzeldenkmalen sowie dem Kirchhof (Gartendenkmal): - Kirche mit Kirchhofsmauer, Kapelle und mehreren Grabmalen auf dem angrenzenden Kirchhof (siehe Kirchberg 4, 09203727) - Pfarrhaus (siehe Kirchberg 2, 09203722) - ehemalige Kirchschule (siehe Kirchberg 3, 09203731) Kirche mit Kirchhof und Umfassungsmauer bilden zusammen mit dem Pfarrhaus (Kirchberg 2) und der ehemaligen Kirchschule (Kirchberg 3) ein ungewöhnliches städtebauliches Ensemble von einem aufgrund der exponierten Spornlage geradezu klösterlich anmutendem Zuschnitt, ortsgeschichtlich, ortsbildprägend und baugeschichtlich von Bedeutung. | 09302691 |
| Weitere Bilder                          | Pfarrhaus (Einzeldenkmal der Sachgesamtheit 09302691) | Kirchberg 2 (Karte)                 | 1806, im Kern älter (laut Dehio) | Einzeldenkmal der Sachgesamtheit Dorfkirche St. Jodokus Glösa mit Kirchhof und Pfarrhaus; langgestreckter Baukörper mit offensichtlich unterschiedlichen Bauphasen, darunter ein Fachwerkteil, das Gebäude an der Südseite des Bergsporns „Eierberg“ bildet zusammen mit Kirche (Kirchberg 4), Kirchhofmauer, Kirchhof sowie ehemaliger Kirchschule (Kirchberg 3) ein außergewöhnlich geschlossenes Ensemble, dessen abgeschiedene Lage einen geradezu klösterlichen Eindruck erweckt, ortsgeschichtlich, ortsbildprägend und baugeschichtlich von Bedeutung | 09203722 |
| Weitere Bilder                          | Ehemalige Kirchschule, heute Wohnhaus (Einzeldenkmal der Sachgesamtheit 09302691)                                                                                    | Kirchberg 3 (Karte)                 | 1705 (Dendro) | Einzeldenkmal der Sachgesamtheit Dorfkirche St. Jodokus Glösa mit Kirchhof und Pfarrhaus; stattliches Wohnhaus mit teilweise sichtbarem Fachwerk, Verblattungen der Kopfstreben, insgesamt hervorragender Erhaltungszustand, das Haus bildet zusammen mit Kirche (Kirchberg 4), Kirchhofsmauer und Kirchhof sowie Pfarrhaus (Kirchberg 2) ein außergewöhnlich geschlossenes Ensemble, dessen abgeschiedene Berglage einen geradezu klösterlichen Eindruck erweckt, ortsgeschichtlich, ortsbildprägend und baugeschichtlich von Bedeutung Die dendrochronologische Datierung verweist auf das Jahr 1705. Um 1840 wurde das einst ebenfalls in Fachwerk ausgeführte Erdgeschoss massiv unterfangen. Seit 1998 erfuhr das Gebäude eine sukzessive Sanierung. Dabei wurde die Verschieferung des Obergeschosses entfernt, welche wahrscheinlich Ende des 19. Jahrhunderts angebracht wurde. Während der Arbeiten wurden Reste einer ehemaligen Biberdeckung im Mauerwerk des Erdgeschosses entdeckt, so dass die jetzige Dachdeckung mit Biberschwänzen auf die wahrscheinlich ursprüngliche Deckung Bezug nimmt. Der Bau besitzt heute ein massives Erdgeschoss, ein leicht vorkragendes Fachwerkobergeschoss sowie ein hohes Krüppelwalmdach mit Hechtgaupen. Erwähnenswert bezüglich des Fachwerks sind das Motiv der „Thüringer Leiter“ sowie die aufgeblatteten Kopfstreben. Eine Giebelseite ist im Bereich des Dachgeschosses verbrettert, die gegenüberliegende Giebelseite über alle Stockwerke massiv ausgeführt. Der Denkmalwert des Objektes ergibt sich aus der bau- wie auch ortsgeschichtlichen Bedeutung. Als ehemalige Kirchschule ist der Bau ein wichtiger Zeitzeuge der Ortsgeschichte und verweist zudem auf regionale Besonderheiten des Fachwerkbaus. | 09203731 |
| Weitere Bilder                          | Denkmal für die Gefallenen des Ersten Weltkrieges | Kirchberg 3 (gegenüber) (Karte)     | Nach 1918 | Ehrenmal für die 1914–1918 Gefallenen der Gemeinden des Blankenauer Grundes (Borna, Draisdorf, Heinersdorf und Glösa), ortsgeschichtlich von Bedeutung | 09203735 |
| Weitere Bilder                          | Dorfkirche St. Jodokus mit Ausstattung, Kirchhofsmauer sowie Kapelle und mehrere Grabmale auf dem angrenzenden Kirchhof (Einzeldenkmale der Sachgesamtheit 09302691) | Kirchberg 4 (Karte)                 | 1952–1954 (Wiederaufbau Kirche), im Kern älter; um 1500 (Flügelaltar); bezeichnet mit 1754 (Kirchhofsmauer); 1897 (Friedhofskapelle) | Einzeldenkmale der Sachgesamtheit Dorfkirche St. Jodokus Glösa mit Kirchhof und Pfarrhaus; barock überformter mittelalterlicher Kirchenbau mit wertvoller Innenausstattung, nach Kriegszerstörung weitgehend im ursprünglichen Zustand in den 1950er Jahren wiederaufgebaut, mehrere aufwendig gestalteten Grabmale und qualitätvolle neogotische Kapelle auf dem Kirchhof, Kirche mit Kirchhof und Umfassungsmauer bilden zusammen mit dem Pfarrhaus (Kirchberg 2) und der ehemaligen Kirchschule (Kirchberg 3) ein ungewöhnliches städtebauliches Ensemble von einem aufgrund der exponierten Spornlage geradezu klösterlich anmutendem Zuschnitt, ortsgeschichtlich, ortsbildprägend und baugeschichtlich von Bedeutung | 09203727 |
| Direkt Bild zu diesem Denkmal hochladen | Wohn- und Stationshaus der Lungenheilstätte Glösa | Lichtenauer Weg 1 (Karte)           | 1920er Jahre | Anspruchsvoll gestaltetes Stationsgebäude in einsamer Waldlage, klausenartiger Eindruck durch waagerechte Holzverschalung mit Schwarten, markante Dachlandschaft mit Turmaufsatz, ortsgeschichtlich von Bedeutung | 09203450 |
| Weitere Bilder                          | Schule mit Eingangsvorbau und Turnhallenanbau sowie umgebendem Schulhof und Schulgarten (Grundschule Glösa)                                                          | Schulberg 3 (Karte)                 | 1923–1927 | Kubischer Schulbau mit seitlich angeschlossenem Turnhallengebäude, klare charakteristische Formensprache mit zurückhaltend verwendeten traditionalistischen und neusachlichen Dekorelementen, Architekt Paul Kranz (Professor an der Gewerbeakademie Chemnitz), ortsgeschichtlich und baugeschichtlich von Bedeutung | 09203532 |
|                                         | Villa und Garten | Slevogtstraße 5 (Karte)             | 1923–1924 laut Bauakte | Qualitätvoller Landhausbau mit markanten Holzdetails, im Heimatstil der 1920er Jahre, baugeschichtlich von Bedeutung | 09203448 |

## Ehemalige Denkmäler
| Bild                                    | Bezeichnung   | Lage                  | Datierung | Beschreibung                                                            | ID |
| --------------------------------------- | ------------- | --------------------- | --------- | ----------------------------------------------------------------------- | -- |
|                                         | Wohnhaus      | Dorfstraße 45 (Karte) |           | Erhalten, Streichung aus der Denkmalliste vor 2010                      |    |
| Direkt Bild zu diesem Denkmal hochladen | Seitengebäude | Feldstraße 2 (Karte)  |           | Zwischen 2001 und 2006 abgerissen, Streichung aus der Denkmalliste 2010 |    |

## Tabellenlegende
- Bild: Bild des Kulturdenkmals, ggf. zusätzlich mit einem Link zu weiteren Fotos des Kulturdenkmals im Medienarchiv Wikimedia Commons. Wenn man auf das Kamerasymbol klickt, können Fotos zu Kulturdenkmalen aus dieser Liste hochgeladen werden:
- Bezeichnung: Denkmalgeschützte Objekte und ggf. Bauwerksname des Kulturdenkmals
- Lage: Straßenname und Hausnummer oder Flurstücknummer des Kulturdenkmals. Die Grundsortierung der Liste erfolgt nach dieser Adresse. Der Link (Karte) führt zu verschiedenen Kartendiensten mit der Position des Kulturdenkmals. Fehlt dieser Link, wurden die Koordinaten noch nicht eingetragen. Sind diese bekannt, können sie über ein Tool mit einer Kartenansicht einfach nachgetragen werden. In dieser Kartenansicht sind Kulturdenkmale ohne Koordinaten mit einem roten bzw. orangen Marker dargestellt und können durch Verschieben auf die richtige Position in der Karte mit Koordinaten versehen werden. Kulturdenkmale ohne Bild sind an einem blauen bzw. roten Marker erkennbar.
- Datierung: Baubeginn, Fertigstellung, Datum der Erstnennung oder grobe zeitliche Einordnung entsprechend des Eintrags in der sächsischen Denkmaldatenbank
- Beschreibung: Kurzcharakteristik des Kulturdenkmals entsprechend des Eintrags in der sächsischen Denkmaldatenbank, ggf. ergänzt durch die dort nur selten veröffentlichten Erfassungstexte oder zusätzliche Informationen
- ID: Vom Landesamt für Denkmalpflege Sachsen vergebene, das Kulturdenkmal eindeutig identifizierende Objekt-Nummer. Der Link führt zum PDF-Denkmaldokument des Landesamtes für Denkmalpflege Sachsen. Bei ehemaligen Kulturdenkmalen können die Objektnummern unbekannt sein und deshalb fehlen bzw. die Links von aus der Datenbank entfernten Objektnummern ins Leere führen. Ein ggf. vorhandenes Icon  führt zu den Angaben des Kulturdenkmals bei Wikidata.